# 黄水沟河

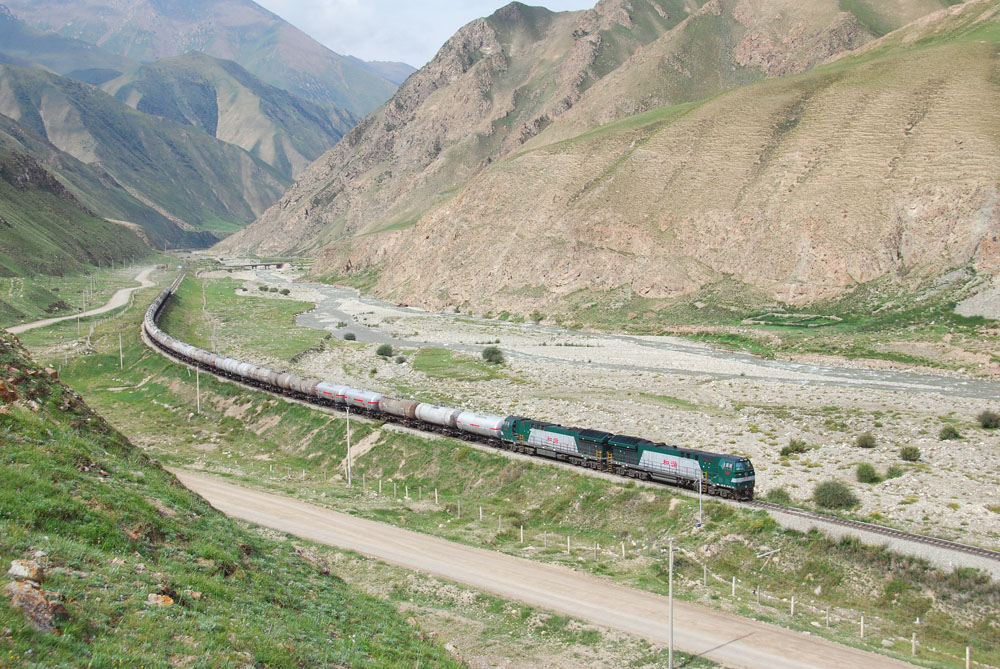
和静县巴伦台镇东北部河段，铁路为南疆铁路天山段(鱼焉线)

黄水沟河，位于中华人民共和国新疆维吾尔自治区巴音郭楞蒙古自治州的一条河流，属博斯腾湖水系，上游称乌拉斯台河，发源于巴州和静县东北部天山山脉中段依连哈比尔尕山东部冰川区，西南流至巴仑台镇转南流，于和静镇查汗通古村西北约8.5千米流出山口，山口处设有黄水沟水文站。黄水沟河出山口后向东南流约10千米，过黄水沟分洪枢纽后分为两支汊流，水量大部分向南约10千米汇入右邻乌拉斯台河东支汊流，小部分向南经巩哈尔村、乃门莫墩镇古尔温苏门村后转东南流，经包尔尕扎村、焉耆回族自治县北大渠乡六十户村黄水牧业点、北大渠盐场和博湖县西北地区，最后汇入博斯腾湖。山口以上河长110千米，流域面积4311平方千米，年均径流量2.83亿立方米。黄水沟河是下游沿岸地区主要的灌溉水源。